# Howard Kelly
Howard Atwood Kelly (ur. 20 lutego 1858 w Camden w stanie New Jersey, zm. 12 stycznia 1943) – amerykański ginekolog i chirurg, wynalazca narzędzi i technik chirurgicznych oraz autor podręczników.

## Wczesne lata życia
Howard Atwood Kelly przyszedł na świat 20 lutego 1858 roku w rodzinie gorliwych metodystów w Camden w stanie New Jersey. Miał cztery siostry. Dorastał w Filadelfii i tam też rozpoczął w roku 1873 studia na Uniwersytecie Pensylwanii. Od roku 1877, pod naciskiem ojca, zaczął studiować medycynę, którą ukończył w roku 1882.

## Życie zawodowe

### Kariera zawodowa
Po odbyciu stażu podyplomowego w filadelfijskim szpitalu Episcopal Hospital odbył podróż po znanych ośrodkach chirurgicznych w Europie. Po powrocie do Stanów Zjednoczonych w roku 1883 otworzył w Filadelfii prywatną klinikę Kensington Hospital for Women poświęcając się zwłaszcza pracy w dziedzinie ginekologii, która w tym okresie dopiero zyskiwała sobie status odrębnej specjalności zabiegowej. Szybko zasłynął jako niezwykle sprawny (był oburęczny) i pomysłowy chirurg.
W latach 1888–1889 był profesorem położnictwa Uniwersytetu Pensylwanii .
W roku 1889 za namową Williama Oslera przyjął posadę szefa rozpoczynającej dopiero działalność kliniki ginekologii szpitala Johns Hopkins Hospital w Baltimore. Obok Oslera, Halsteda i Welcha zaliczany jest do Wielkiej Czwórki (ang. Big Four) założycieli wydziału medycznego Uniwersytetu Johnsa Hopkinsa .
Prywatna praktyka ginekologiczna Kelly’ego przyciągała wiele zamożnych klientek będąc źródłem dużych przychodów – 30% zarobku przeznaczał on na rzecz organizacji charytatywnych i religijnych.

### Osiągnięcia zawodowe i naukowe
Kelly był autorem wielu innowacji – zarówno technicznych, jak i chirurgicznych. Jednym z jego wynalazków były tępo zakończone kleszczyki o długim, prostym lub zakrzywionym nosie nazywane kleszczykami Kelly’ego. Opracował też własny cystoskop urologiczny . Był jednym z pierwszych, którzy po odkryciu radu zaczęli stosować ten pierwiastek w leczeniu nowotworów – w tym celu założył w Baltimore prywatną klinikę Kelly Clinic . Przyczynił się do wprowadzenia do codziennej praktyki chirurgicznej wielu ówczesnych nowości, w tym między innymi wchłanialnych szwów, światła elektrycznego jako oświetlenia pola chirurgicznego, podtlenku azotu do znieczuleń, koagulacji elektrycznej i znieczuleń miejscowych do zabiegów chirurgicznych. Jego innowacje w dziedzinie techniki operacyjnej to między innymi nowe metody szycia rozerwanej odbytnicy (metoda Kelly-Warren) i usuwania macicy w przypadku jej raka.
Pisał podręczniki aż do ukończenia 80. roku życia.
Kelly uważany jest za jednego z twórców ginekologii jako odrębnej medycznej specjalności zabiegowej .

## Życie pozazawodowe
Howard Atwood Kelly był ojcem dziewięciorga dzieci.
Kelly angażował się politycznie między innymi w ruch reformy procedury wyborczej. W ramach tego ruchu niejednokrotnie pełnił społecznie straż w lokalach wyborczych pilnując by nikt nie głosował wielokrotnie. Angażował się też w walkę z prostytucją i rehabilitację społeczną byłych prostytutek. W tym ostatnim celu wynajął duży dom i zatrudnił na swój koszt jego personel by zapewnić bezpłatne schronienie porzucającym swoje dotychczasowe zajęcie prostytutkom.
Jako gorliwy chrześcijanin wolny czas poświęcał między innymi ewangelizacji i czytaniu Biblii w oryginalnych językach greckim i hebrajskim. Przed rozpoczęciem każdej operacji zwykł zwoływać spotkanie modlitewne . Kelly był jednym z redaktorów chrześcijańskiej gazety The Christian Citizen. W latach 20. i 30. XX wieku głośnym echem odbijały się jego dotyczące kwestii religijnych i światopoglądowych polemiki z Henrym Louisem Menckenem toczone zarówno na łamach prasy, jak i na gruncie towarzyskim.
Prywatnymi hobby Kelly’ego były botanika, pisanie biografii medycznych i kolekcjonowanie węży . Był współautorem pracy o wężach stanu Maryland (Snakes of Maryland. The Natural History Society of Maryland, 1936).

## Nagrody i upamiętnienia
Howard Atwood Kelly był doktorem honoris causa uniwersytetów Aberdeen (1906), Washington i Lee (1906), Pensylwanii (1907) oraz Johns Hopkins (1939). W roku 1943 imię „Howard A. Kelly” nadano jednemu ze statków typu Liberty. Nazwisko Kelly’ego upamiętniają też eponimy:
- Kleszczyki Kelly’ego – narzędzie chirurgiczne
- Objaw Kelly’ego – wężowate skurcze moczowodu po jego dotknięciu narzędziem chirurgicznym; znajomość objawu ułatwia orientację w polu operacyjnym
- Szew Kelly’ego – zabieg wykonywany na szyi pęcherza moczowego w przypadkach nietrzymania moczu
- Wziernik Kelly’ego – rodzaj wziernika odbytniczego

## Wybrane prace
- Operative Gynecology (1899)
- The Vermiform Appendix and its Diseases (1905)
- Walter Reed and Yellow Fever (1906)
- Medical Gynecology (1908)
- Gynecology and abdominal surgery (wraz z Charlesem P. Noblem; 1908)
- Myomata of the Uterus (wraz z Thomasem S. Cullenem; 1909)
- Cyclopedia of American Medical Biography (1912)
- American Medical Botanists (1913)
- Diseases of the Kidneys, Ureters, and Bladder (wraz z C. F. Burnamem; 1914)
- Electrosurgery (wraz z Grantem E. Wardem; 1932)